# Плочице (Хърватия)
Плочице (на хърватски: Pločice) е село в Хърватия, разположено в община Конавле, Дубровнишко-неретванска жупания. Намира се на 230 метра надморска височина. Населението му според преброяването през 2011 г. е 83 души. При преброяването на населението през 1991 г. има 119 жители, от тях 117 (98,31 %) хървати и 2 (1,68 %) сърби.

## Население
Численост на населението според преброяванията през годините:
- 1857 – 381 души
- 1869 – 409 души
- 1880 – 191 души
- 1890 – 249 души
- 1900 – 444 души
- 1910 – 254 души
- 1921 – 243 души
- 1931 – 249 души
- 1948 – 194 души
- 1953 – 186 души
- 1961 – 190 души
- 1971 – 175 души
- 1981 – 149 души
- 1991 – 119 души
- 2001 – 95 души
- 2011 – 83 души